# チャチュ・ナーマ
チャチュ・ナーマ (シンド語: چچ نامو)は、 Fateh nama Sindh (シンド語: فتح نامه سنڌ（シンド征服の書）)、或いはTarekh-e-Hind wa Sindh （アラビア語: تاريخا لهند والسند、シンドとインドの書）としても知られるシンドの歴史書であり、チャチュ王朝時代の年代記である。ラーイ朝の衰亡とAlorのチャチュの下克上とムハンマド・ブン・カーシムによるムスリムの大征服までを描いている。

## 著者
『チャチュ・ナーマ』はカーズィ・イスマイール（ Kàzí Ismáíl）により書かれた。彼はムハンマド・カーシムによって シンド征服後Alór地方の最初のカーズィに任命された。

| 「 | サキーフ一族は、BakharとAlór或いはRohrí地方のカーズィの家系でムーサーの子孫である。ムーサーはヤアクーブの息子であり、ヤアクーブはターイーの息子であり、ターイーはムハンマドの息子、ムハンマドはシャイバーンの息子であり、シャイバーンはウスマン・サキフィーの息子である。アラブ人によるシンドの征服の著者はアラビア語で書かれた『チャチュ・ナーマ』を翻訳した。カーズィ・イスマイールはアリーの息子で、アリーはムハンマドの息子、ムハンマドはムーサーの息子、ムーサーはターイーの息子であり、イスマイールは同じ家系の子孫である。ヤアクーブの息子ムーサーは、郷伸カーズィー・イスマーイールの孫で、カーズィー・イスマーイールはムハンマド・カースィムのその地の征服後、最初にカーズィーに任命された。 | 」 |

　それはムハンマド・アリー・ビン・ハミド・ビン・アブーバクル・クーフィーによって1216年に初期のアラビア語からペルシア語へ翻訳された。エルフィンストーンの歴史的考察では、騎士道物語とされている。原典はアラビア語で書かれ、ムハンマド・カースィムの親族であるサキーフの一族によって編集されたと信じられている。

## 史料

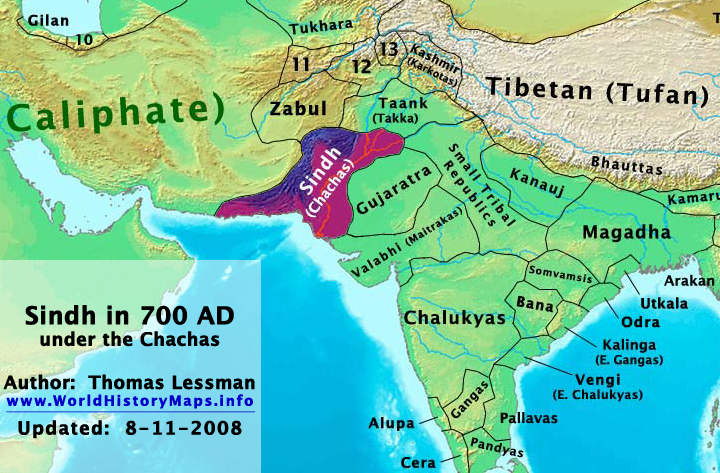
紀元後700年、ラーイ朝支配後のシンド

サキフィーが集めた史料は以下のものに分類されている:
1. アラブの歴史物語詩とバラード
2. 記録されたものと記録されていないもの双方に関するサキーフ一族の伝承
3. その名前がやがて知られる人びとによって語られる物語
4. バラモンなど カーストに関連する諸個人の痕跡を辿ることが出来る物語
5. 伝聞や創作物語
6. ムハンマド・カースィムと ハッジャージの間のやりとり

## 精度
Táríkh MaasúmíとTuhfatulkirámという二つの同時代と同じ事件を記しているイスラームの歴史書は細部で異なっている。後世のムスリムの年代記、例えばNizam-ud din Ahmad、Nuru-l Hakk、フィリシュタやMir Ma'sumなどは、アラブ征服の記述をチャチュ・ナーマを元に描いている。　クーフィーは、"Purple prose"を用いていると見られている一方、彼はアラビア語史料の束を正確に翻訳し、元の情報が伝承であろうと、個人からの情報であろうと史料として扱っている。 歴史的物語として、その記述にはその時代の社会的・政治的・歴史地理上で価値のある記録として見られている一方、サキフィーの家系の素朴な偏見を含み、人気のある伝承による装飾や不正確さも内在している。

## 関連資料
- The Chach-nama. English translation by Mirza Kalichbeg Fredunbeg. Delhi Reprint, 1979.
- 保坂俊司『インド仏教はなぜ亡んだのか』北樹出版, 2004